# Граф де Альтамира

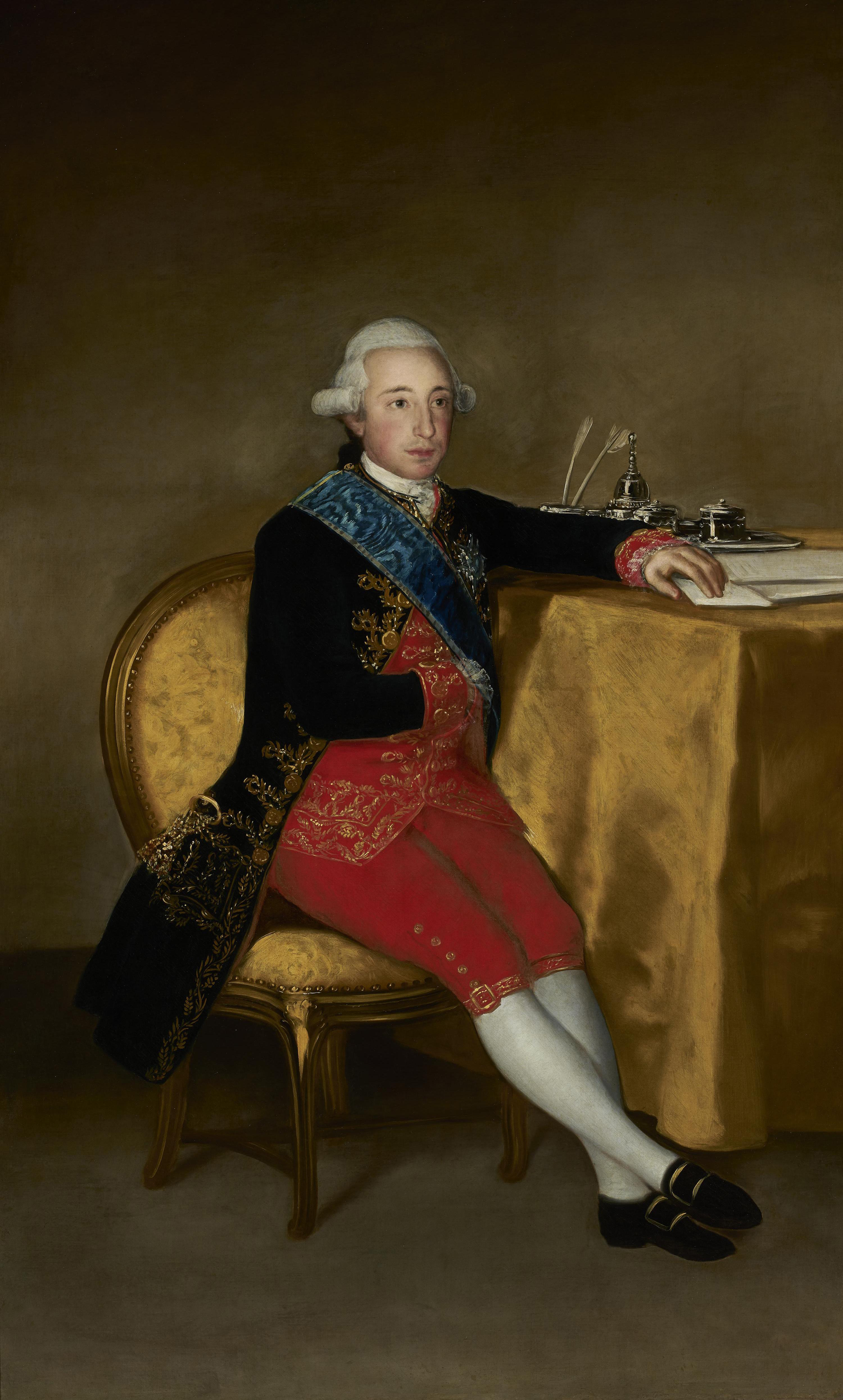
Висенте Хоакин Осорио де Москосо и Гусман (1756—1816), 11-й граф де Альтамира

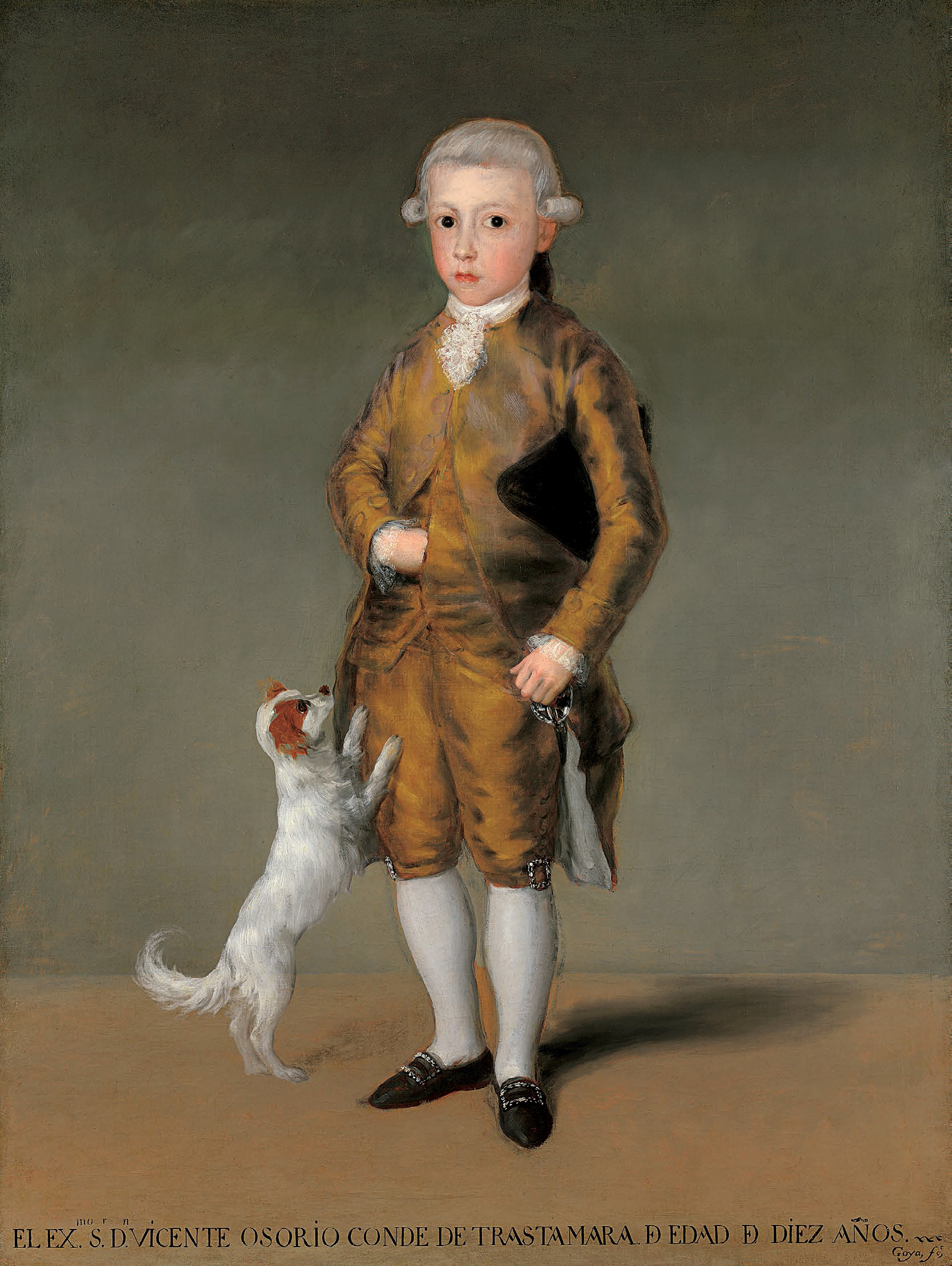
Висенте Изабель Осорио де Москосо и Альварес де Толедо (1777—1837), 12-й граф де Альтамира

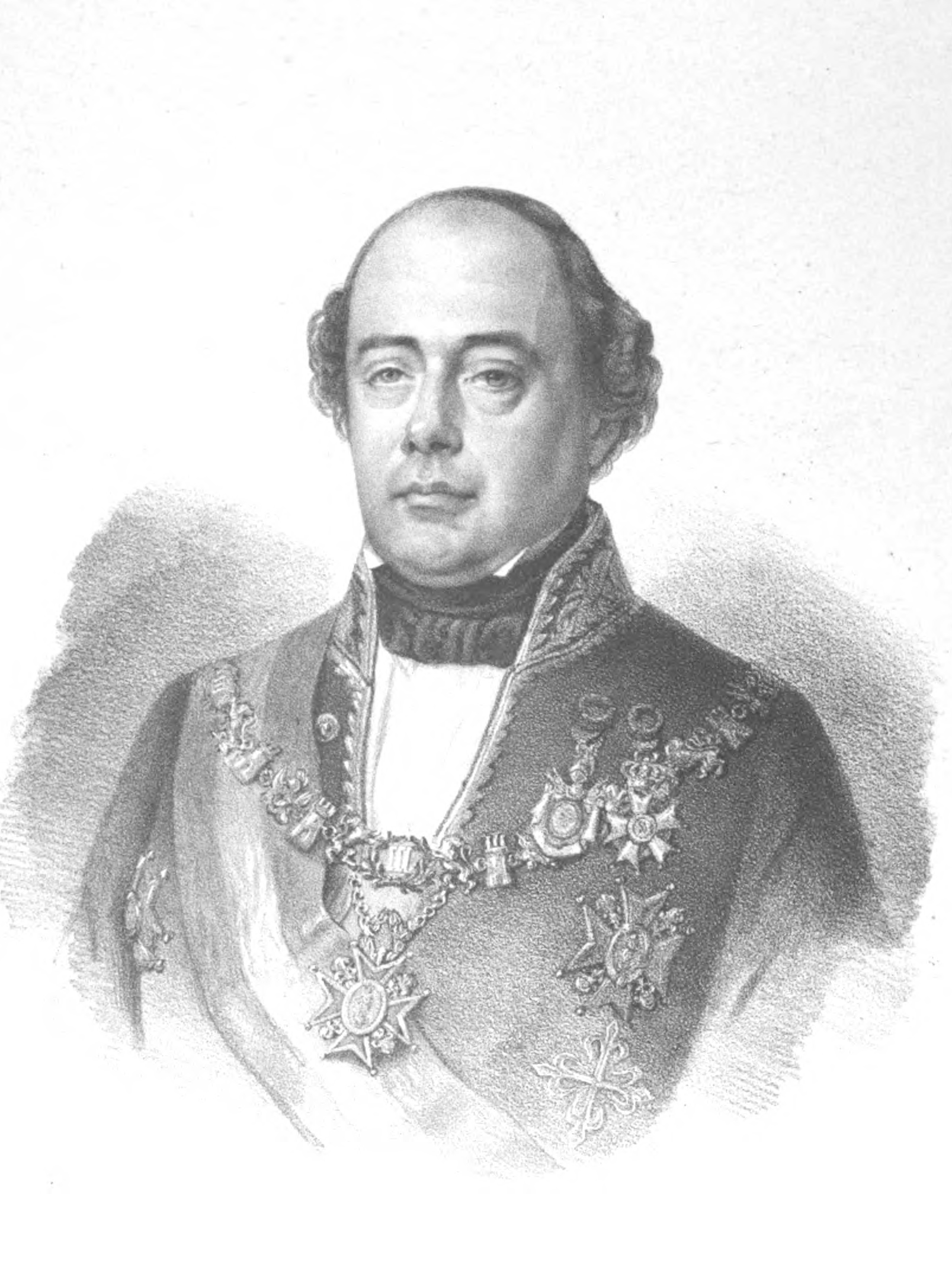
Висенте Пио Осорио де Москосо и Понсе де Леон (1801—1864), 13-й граф де Альтамира

Граф де Альтамира — испанский дворянский титул. Он был создан 13 марта 1455 года королем Кастилии Энрике IV для Лопе Санчеса де Ульоа и Москосо, сеньора де Альтамира.
31 октября 1613 года король Испании Филипп III пожаловал титул гранда Испании Лопе де Москосо Осорио, 5-му графу де Альтамира.
Название Альтамира происходит от крепости Альтамира, недалеко от Бриона, провинция Ла-Корунья, автономное сообщество Галисия.

## Графы де Альтамира
|                                            | Титул                                                  | Период                                     |
| Креация создана королем Кастилии Энрике IV | Креация создана королем Кастилии Энрике IV             | Креация создана королем Кастилии Энрике IV |
| ------------------------------------------ | ------------------------------------------------------ | ------------------------------------------ |
| I                                          | Лопе Санчес де Ульоа и Москосо                         | 1455 или 1475—1504                         |
| II                                         | Родриго де Москосо Осорио                              | 1504 — ок. 1510                            |
| III                                        | Лопе де Москосо Осорио и Андраде                       | ок. 1510—1550                              |
| IV                                         | Родриго де Москосо Осорио и Альварес де Толедо         | 1550-1572                                  |
| V                                          | Лопе де Москосо Осорио и Кастро                        | 1572-1636                                  |
| VI                                         | Гаспар де Москосо Осорио и Сандоваль                   | 1636 — до 1669                             |
| VII                                        | Луис Уртадо де Мендоса                                 | до 1669—1698                               |
| VIII                                       | Антонио Гаспар де Москосо Осорио и Арагон              | 1698-1725                                  |
| IX                                         | Вентура Осорио де Москосо и Гусман Давила и Арагон     | 1725-1734                                  |
| X                                          | Вентура Осорио де Москосо и Фернандес де Кордова       | 1734-1776                                  |
| XI                                         | Висенте Хоакин Осорио де Москосо и Гусман              | 1776-1816                                  |
| XII                                        | Висенте Изабель Осорио де Москосо и Альварес де Толедо | 1816-1837                                  |
| XIII                                       | Висенте Пио Осорио де Москосо и Понсе де Леон          | 1837-1864                                  |
| XIV                                        | Хосе Мария Осорио де Москосо и Карвахаль-Варгас        | 1864-1881                                  |
| XV                                         | Франсиско де Асис Осорио де Москосо и Бурбон           | 1881-1924                                  |
| XVI                                        | Франсиско де Асис Осорио де Москосо и Иордан де Уррьес | 1924-1952                                  |
| XVII                                       | Герардо Осорио де Москосо и Рейносо                    | 1928-1936                                  |
| XVIII                                      | Леопольдо Барон и Осорио де Москосо                    | 1940/1955 — 1974                           |
| XIX                                        | Гонсало Барон и Гавито                                 | 1976 — н.в.                                |

## История графов де Альтамира

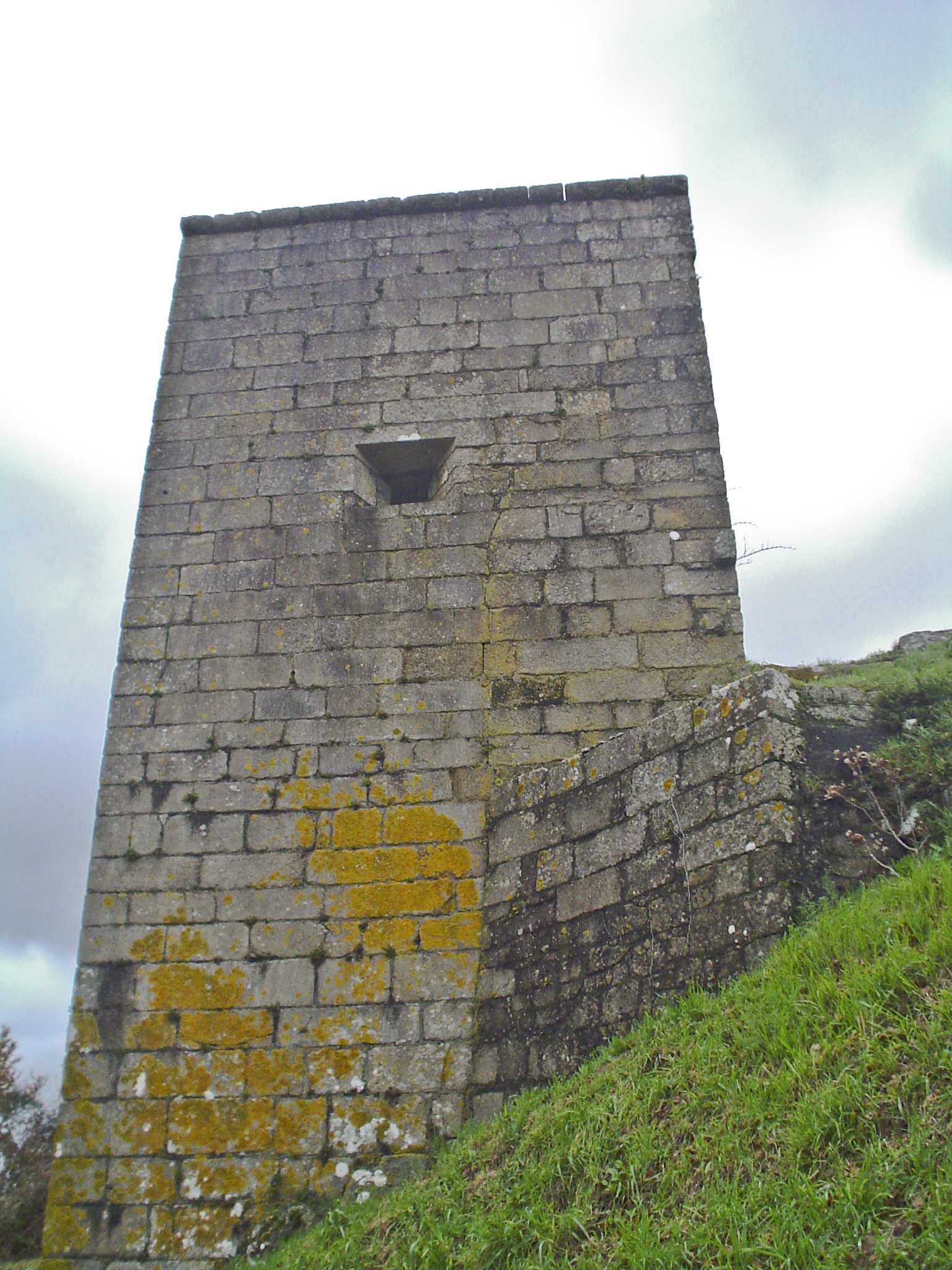
Башня Альтамиры

- Лопе Санче де Ульоа и Москосо (? — 4 марта 1504), 1-й граф де Альтамира, сеньор де Альтамира. Сын Васко Санчеса де Ульоа, сеньора де Ульоа и Монтерросо, и Инес де Москосо и Кастро, сеньоры де Альтамира и де Монтеррей. Внук по материнской линии Родриго де Москосо и Лимия, сеньора Альтамира и Монтеррей, и Хуаны де Кастро, дочери Алонсо де Кастро, 1-го сеньора де Кастроверде.
  - Супруга — Альдонса де Мендоса, дочь Фернана Матеоса и Майор де де Мендосы
  - Супруга — Констанса де лас Мариньяс, сеньора де Осейро, Суэвос, Вальдемейс и Эрбоэдо, дочь Гомеса Переса де Мариньяса, сеньора дас Мариньяс.

- Родриго де Москосо Осорио и Альварес Осорио (? — после 15 января 1510), 2-й граф де Альтамира, сын Урраки де Москосо и Кастро и Педро Альвареса Осорио.
  - Супруга — Тереза де Андраде, дочь Диего де Андраде, сеньора де Пуэнтедеуме. Ему наследовал их сын:

- Лопе де Москосо Осорио и Андраде (? — 1550), 3-й граф де Альтамира
  - Супруга — Анна де Толедо и Осорио (? — 1549), дочь Педро Альвареса де Толедо и Суньиги, вице-короля Неаполя, и Марии Осорио Пиментель, 2-й маркизы де Вильяфранка-дель-Бьерсо. Ему наследовал их сын:

- Родриго де Москосо Осорио и Альварес де Толедо[исп.] (1530 — 12 мая 1572), 4-й граф де Альтамира
  - Супруга с 1554 года Изабель де Кастро и Андраде, дочь Фернандо Руиса де Кастро и Португаля, 1-го маркиза де Саррия, 4-го графа де Лемос, и Терезы де Андраде Суньиги и ульоа, 3-й графини де Вильяльба, 2-й графини де Андраде. Ему наследовал их сын:

- Лопе де Москосо Осорио и Кастро[исп.] (ок. 1555 — 15 сентября 1636), 5-й граф де Альтамира.
  - Супруга с Леонор де Сандоваль Рохас и Борха, дочь Франсиско де Сандоваля и Рохаса, 4-го маркиза де Дения, 3-го графа де Лерма, и Изабель де Борха и Кастро, дочери 4-го герцога де Гандия. Ему наследовал их сын:

- Гаспар де Москосо Осорио и Сандоваль (ок. 1600—1672), 6-й граф де Альтамира.
  - Супруга — Антония де Мендоса и Портокарреро, 3-я маркиза де Альмасан, 7-я графиня де Монтеагудо-де-Мендоса, дочь Франсиско Уртадо де Мендосы, 2-го маркиза де Альмасан, и Анны Портокарреро. Их сын, Лопе Уртадо де Мендоса и Москосо, 4-й маркиз де Альмасан и 8-й граф де Монтеагудо-де-Мендоса, женился на Хуане де Рохас и Кордове, 5-й маркизе де Поса. Сын последних, Гаспар де Мендоса и Москосо (1631—1664), 5-й маркиз де Альмасан, 6-й маркиз де Поса и 9-й граф де Монтеагудо-де-Мендоса, женился на Инес Давила Месия Гусман, дочери Диего Меесия Давилы, 1-го маркиза де Леганеса. Их сын, Луис, унаследовал графство Альтамира.

- Луис Уртадо де Мендоса (1657 — 23 августа 1698), 7-й граф де Альтамира, 6-й маркиз де Альмасан, 10-й граф де Монтеагудо-де-Мендоса, 7-й маркиз де Поса и 6-й граф де Лодоса.
  - Супруга с 1673 года Марианна де Бенавидес Понсе де Леон, дочь Луиса де Бенавидеса Каррильо, 5-го маркиза де Фромиста, 3-го маркиза де Карасена, графа де Пинто, и Каталины Понсе де Леон и Арагон, дочери Родриго Понсе де Леона и Альвареса де Толедо, 4-го герцога де Аркос.
  - Супруга с 1684 года Анхела де Арагон и Бенавидес, дочь Раймундо Фолька де Кардоны и Арагон, 7-й герцогини де Кардона. Ему наследовал его сын от второго брака:

- Антонио Гаспар де Москосо Осорио и Арагон[исп.] (1689 — 3 января 1725), 8-й граф де Альтамира, 7-й маркиз де Альмасан, 11-й граф де Монтеагудо-де-Мендоса, 7-й граф де Лодоса, 7-й маркиз де Поса, 3-й маркиз де Мората-де-ла-Вега, 5-й герцог Санлукар-ла-Майор, 4-й маркиз де Леганес, 6-й граф де Арзаркольяр.
  - Супруга с 1707 года Анна Николаса Осорио де Гусман и Давила, 13-я маркиза де Асторга, дочь Мельчора де Гусмана, 13-го маркиза де Асторга, 6-го маркиза де Велада, 4-го маркиза де ла Вилья-де-Сан-Роман, 5-го маркиза де Вильяманрике, 8-го маркиза де Аямонте, 13-го графа де Трастамара, графа де Санта-Марта и де Вильялобос, и Марианны де Кордовы, дочери Луиса Игнасио Фернандеса де Кордовы и Агилара, 6-го маркиза де Прьего и 6-го герцога де Ферия. Ему наследовал их сын:

- Вентура Осорио де Москосо и Гусман Давила и Арагон (1707 — 29 марта 1746), 9-й граф де Альтамира, 6-й герцог Санлукар-ла-Майор, 6-й герцог Медина-де-лас-Торрес, 14-й маркиз де Асторга, 8-й маркиз де Альмасан, 9-й маркиз де Поса, 4-й маркиз де Мората-де-ла-Вега, 5-й маркиз де Майрена, 10-й маркиз де Аямонте.
  - Супруга с 1731 года Буэнавентура Фернандес де Кордова и Кардона (1712—1768), 11-я герцогиня де Сесса, 11-я герцогиня де Терранова, 11-я герцогиня де Сантанджело, 10-я герцогиня де Андрия, 9-я герцогиня де Баэна. Ему наследовал их сын:

- Вентура Осорио де Москосо и Фернандес де Кордова (1731 — 6 января 1776), 10-й граф де Альтамира, 7-й герцог Санлукар-ла-Майор, 5-й герцог Атриско, 7-й герцог Медина-де-лас-Торрес, 12-й герцог Сесса, 9-й герцог Баэна и 10-й герцог де Сома, 15-й маркиз Асторга, 9-й маркиз де Альмасан, 10-й маркиз де Поса и т. д.
  - Супруга с 1749 года Мария де ла Консепсьон де Гусман и Фернандес де Кордова (1730—1776), дочь Хосе де Гусмана и Гевары, 6-го маркиза де Монтеалегре, 6-го маркиза де Кинтан-дель-Марко, графа де Кастронуэво, графа де лос Аркос, 12-го графа де Оньяте, графа де Вильямедьяна, маркиза де Кампо-Реаль, маркиза де Гевары, и Марии Феличе Фернандес де Кордовы и Спинолы, дочери Николаса Марии Фернандеса де Кордовы и Фигероа, 10-го герцога де Мединасели и 9-го маркиза де Прьего. Ему наследовал их сын:

- Висенте Хоакин Осорио де Москосо и Гусман (17 января 1756 — 26 августа 1816), 11-й граф де Альтамира, 8-й герцог Санлукар-ла-Майор, 6-й герцог Атриско, 8-й герцог Медина-де-лас-Торрес, 13-й герцог Сесса, 10-й герцог Баэна и 11-й герцог де Сома, 16-й маркиз Асторга и т. д.
  - Супруга с 1774 года Мария Игнасия Альварес де Толедо и Гонзага Караччоло (1757—1795), дочь Антонио Марии Хосе Альвареса де Толедо и Переса де Гусмана, 10-го маркиза де Вильяфранка и де Лос-Велес, и Марии Антонии Доротеи Синфоросы Гонзага и Караччоло.
  - Супруга с 1806 года Мария Магдалена Фернандес де Кордова и Понсе де Леон (1780—1830), дочь Хоакина Фернандеса де Кордовы, 3-го маркиза де ла Пуэбла-де-лос-Инфантес, и Бригиды Магдалены Понсе де Леон и Давилы. Ему наследовал его сын от первого брака:

- Висенте Изабель Осорио де Москосо и Альварес де Толедо (19 ноября 1777 — 31 августа 1837), 12-й граф де Альтамира, 9-й герцог Санлукар-ла-Майор, 7-й герцог Атриско, 9-й герцог Медина-де-лас-Торрес, 14-й герцог Сесса, 11-й герцог Баэна и 12-й герцог де Сома, 17-й маркиз Асторга и т. д.
  - Супруга с 1798 года Мария дель Кармен Понсе де Леон и Карвахаль (1780—1813), 9-я маркиза де Кастромонте, 5-я герцогиня де Монтемар, 9-я графиня де Гарсиэс, дочь Антонио Марии Понс де Леона Давилы и Каррильо де Альборноса, 4-го герцога де Монтемар, 8-го маркиза де Кастромонте, 5-го графа де Валермосо, 4-го графа де Гарсиэс, и Марии дель Буэн Консехо Карвахаль и Гонзага, дочери Мануэля Бернардино де Карвахаля и Суньиги, 6-го герцога де Абрантес, 5-го герцога де Линарес.
  - Супруга с 1834 года Мария Мануэла де Янгуас и Фриас. Ему наследовал его сын от первого брака:

- Висенте Пио Осорио де Москосо и Понсе де Леон (22 июля 1801 — 22 февраля 1864), 13-й граф де Альтамира, 10-й герцог Санлукар-ла-Майор, 8-й герцог Атриско, 10-й герцог Медина-де-лас-Торрес, 15-й герцог Сесса, 12-й герцог Баэна и 13-й герцог де Сома, 18-й маркиз Асторга и т. д.
  - Супруга с 1821 года Мария Луиза де Карвахаль и де Керальт (1804—1843), дочь Хосе Мигеля де Карвахаля Варгаса и Манрике де Лара, 2-го герцога де Сан-Карлос, 6-го графа де Кастильехо и 9-го графа дель Пуэрто, вице-короля Наварры, и Марии Эулалии де Керальт и Сильвы, дочери Хуана Баутисты де Керальта, де Сильвы и де Пинос, 7-го маркиза де Санта-Колома, и Марии Луизы де Сильвы, 7-й маркизы де Грамоса и 15-й графини де Сифуэнтес. Ему наследовал их сын:

- Хосе Мария Осорио де Москосо и Карвахаль (12 апреля 1828 — 4 ноября 1881), 14-й граф де Альтамира, 16-й герцог Сесса, 18-й герцог Македа, 6-й герцог Монтемар, 20-й маркиз Асторга, 11-й маркиз де ла Вилья-де-Сан-Роман, 9-й маркиз де Мората-де-ла-Вега, 10-й маркиз дель Агила, 20-й граф Трастамара.
  - Супруга с 1847 года инфанта Луиза Тереза Мария де Бурбон и Бурбон-Сицилийская (1824—1900), дочь инфанта Франсиско де Паулы де Бурбона (1794—1865) и Луизы Карлоты де Бурбон-Сицилийской (1804—1844). Ему наследовал их старший сын:

- Франсиско де Асис Осорио де Москосо и Бурбон (16 декабря 1847 — 18 января 1924), 15-й граф де Альтамира, 17-й герцог Сесса, 19-й герцог Македа, 7-й герцог Монтемар, 11-й маркиз дель Агила и 21-й граф Трастамара.
  - Супруга с 1873 года Мария дель Пилар Хордан де Уррьес и Руис де Арана (1852—1924), дочь Хуана Непомусено Хордана де Уррьеса и Сальседо, 5-го маркиза де Аербе, и Хуаны Руис де Араны. Ему наследовал их старший сын:

- Франсиско де Асис Осорио де Москосо и Хордан де Уррьес (декабрь 1874 — 5 апреля 1952), 16-й граф де Альтамира с 1924 года, 18-й герцог де Сесса, 20-й герцог де Македа, 21-й маркиз де Асторга, 12-й маркиз дель Агила, 22-й граф де Трастамара.
  - Супруга с 1897 года Мария де лос Долорес де Рейносо и Керальт (1880—1905), 11-я графиня де Фуэнкалара, дочь Федерико Рейносо и Муньоса де Веласко, 7-го маркиза дель Пико де Веласко де Ангустина, и Пилар де Керальт и Бернальдо де Кирос, 10-й графини де Фуэнклара.
  - Супруга с 1909 года Мария де лос Долорес де Тарамона и Диес де Энтресото (1880—1962). Ему наследовал его сын от первого брака:

- Герардо Осорио де Москосо и Рейносо (9 ноября 1903 — 28 ноября 1936), 17-й граф де Альтамира, 9-й маркиз де Пико де Веласко де Ангустина, 12-й граф де Фуэнклара.
  - Супруга с 1928 года Мария Консуэло де Кастильехо и Уолл (1900—1996, 12-я графиня де ла Фуэнте дель Сауко. Их брак был бездетным. Ему наследовала племянник, сын его сестры, Марии дель Перпетуо Сокорро Осорио де Москосо и Рейносо, 21-й герцогини де Македа, и Леопольдо Барона и Торреса:

- Леопольдо Барон и Осорио де Москосо (2 января 1920 — 28 августа 1974), 18-й граф де Альтамира, 20-й герцог Сесса, 12-й герцог Атриско, 12-й маркиз де Леганес, маркиз де Мората-де-ла-Вега, 10-й маркиз де Пико де Веласко де Ангустина.
  - Супруга — Мария Кристина Гавито и Хауреги. Ему наследовал их сын:

- Гонсало Барон и Гавито (род. 5 февраля 1948), 19-й граф де Альтамира, 21-й герцог Сесса, 13-й герцог Атриско, 13-й маркиз де Леганес, 21-й маркиз Асторга, маркиз де Мората-де-ла-Вега и маркиз дель Пико де Веласко де Ангустина.
  - Супруга — Сюзанна Карраль и Пинсон.